# Jonathan Parr
Jonathan Parr (ur. 21 października 1988 w Oslo) – norweski piłkarz występujący na pozycji obrońcy, zawodnik norweskiego klubu Strømsgodset IF.

## Życiorys

### Kariera klubowa
Parr zawodową karierę rozpoczynał w 2006 roku w klubie Lyn Fotball z Tippeligaen. W tych rozgrywkach zadebiutował 30 kwietnia 2006 w przegranym 1:4 meczu ze Stabæk IF. W sezonie 2006 w norweskiej ekstraklasie Parr zagrał w sumie 11 razy.
W 2007 roku odszedł do Aalesunds FK, również grającego w Tippeligaen. Pierwszy ligowy mecz w jego barwach zaliczył 9 kwietnia 2007 przeciwko Startowi (2:4). 29 lipca 2007 w wygranym 4:1 spotkaniu z Sandefjord Fotball strzelił pierwszego gola w trakcie gry w ekstraklasie. W 2009 roku Parr zdobył z klubem Puchar Ligi Norweskiej, po pokonaniu w jego finale Molde FK.
W lipcu 2011 roku podpisał kontrakt z występujący w Football League Championship londyńskim zespołem Crystal Palace. W maju 2012 roku został wybrany najlepszym piłkarzem Palace sezonu 2011/12. W latach 2014–2015 grał w Ipswich Town. W 2016 został zawodnikiem Strømsgodset IF.

### Kariera reprezentacyjna
W reprezentacji Norwegii Parr zadebiutował 29 maja 2010 w wygranym 2:1 towarzyskim meczu z Czarnogórą.

## Statystyki

### Klubowe
Stan na 29 września 2019
| Sezon   | Klub            | Kraj     | Rozgrywki      | Mecze | Bramki |
| ------- | --------------- | -------- | -------------- | ----- | ------ |
| 2006    | Lyn Fotball     | Norwegia | Tippeligaen    | 11    | 0      |
| 2007    | Aalesunds FK    | Norwegia | Tippeligaen    | 19    | 1      |
| 2008    | Aalesunds FK    | Norwegia | Tippeligaen    | 24    | 4      |
| 2009    | Aalesunds FK    | Norwegia | Tippeligaen    | 27    | 2      |
| 2010    | Aalesunds FK    | Norwegia | Tippeligaen    | 25    | 0      |
| 2011    | Aalesunds FK    | Norwegia | Tippeligaen    | 15    | 1      |
| 2011/12 | Crystal Palace  | Anglia   | Championship   | 39    | 2      |
| 2012/13 | Crystal Palace  | Anglia   | Championship   | 37    | 0      |
| 2013/14 | Crystal Palace  | Anglia   | Premier League | 15    | 0      |
| 2014/15 | Ipswich Town    | Anglia   | Championship   | 32    | 2      |
| 2015/16 | Ipswich Town    | Anglia   | Championship   | 9     | 1      |
| 2016    | Strømsgodset IF | Norwegia | Tippeligaen    | 26    | 2      |
| 2017    | Strømsgodset IF | Norwegia | Eliteserien    | 28    | 1      |
| 2018    | Strømsgodset IF | Norwegia | Eliteserien    | 27    | 1      |
| 2019    | Strømsgodset IF | Norwegia | Eliteserien    | 10    | 0      |